# Chi Trinh nữ
Chi Trinh nữ (danh pháp khoa học: Mimosa) là một chi của khoảng 400 loài cây thân thảo và cây bụi, thuộc phân họ Trinh nữ (Mimosoideae) trong họ Đậu (Fabaceae), với lá kép hình lông chim. Loài được biết nhiều nhất là Mimosa pudica với tên gọi dân dã là cây xấu hổ hay cây trinh nữ, do các lá của chúng khép lại khi bị chạm vào; nhiều loài khác cũng khép lá lại vào buổi chiều. Nó có nguồn gốc ở miền nam México và khu vực Trung Mỹ nhưng đã phổ biến rộng khắp như là một loài cây cảnh kỳ lạ được trồng trong nhà trong các khu vực ôn đới và ngoài vườn trong các khu vực nhiệt đới. Việc trồng ngoài vườn đã làm cho nó nhanh chóng trở thành một loại cỏ dại và là một loài xâm hại nguy hiểm ở nhiều nơi.
|  |  |

Các thành viên trong chi này thuộc về một số ít thực vật có khả năng có chuyển động thực vật nhanh; các ví dụ ngoài chi Mimosa còn có vũ thảo (Desmodium motorium) và bẫy ruồi (Dionaea muscipula).
Tên gọi khoa học của chi Mimosa có một lịch sử phức tạp, trải qua các thời kỳ chia nhỏ cũng như gộp lại, kết quả là nó đã có tới trên 3.000 tên gọi, phần nhiều hoặc là từ đồng nghĩa của các loài khác hay được chuyển sang các chi khác. Một phần là do các thay đổi này mà tên gọi "Mimosa" cũng đã được sử dụng cho một vài loài có họ hàng khác với các lá hình lông chim đơn hay kép, nhưng hiện nay chúng được phân loại trong các chi khác, phần lớn là để gọi Albizia julibrissin (tức cây hợp hoan thuộc chi muồng lá khế/ Albizia) và Acacia dealbata (keo bạc). Tại Việt Nam, tình trạng cũng tương tự. Ở một số nơi, như ở Đà Lạt, người ta cũng gọi cây keo bạc là mimosa.
Tại Nga, có một truyền thống tặng cho phụ nữ các bông hoa mimosa vàng (cùng với các hoa khác) vào Ngày quốc tế phụ nữ (8 tháng 3). Hoa này lấy từ cây Acacia dealbata (keo bạc), nó không phải là Mimosa thực sự.

## Hình ảnh

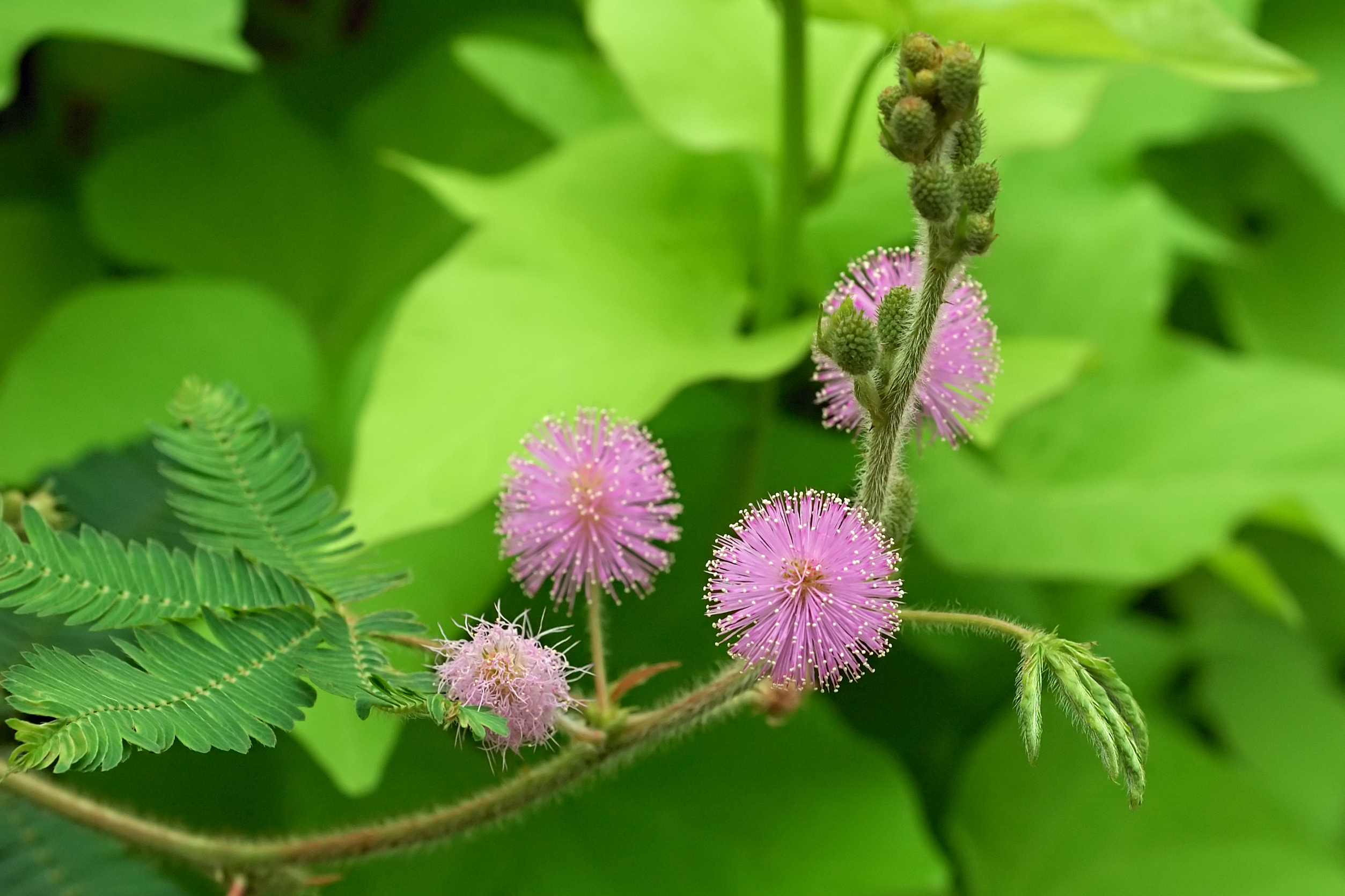
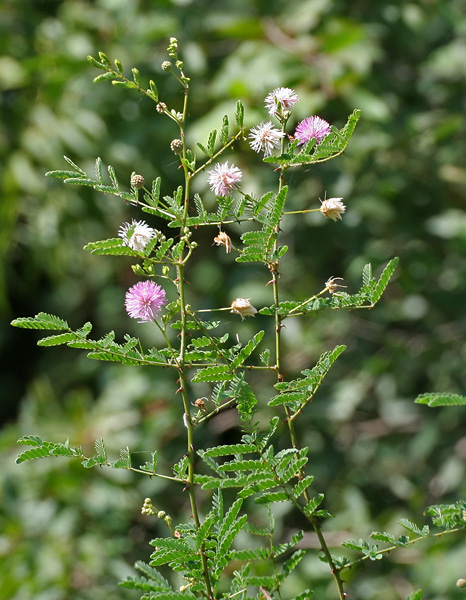
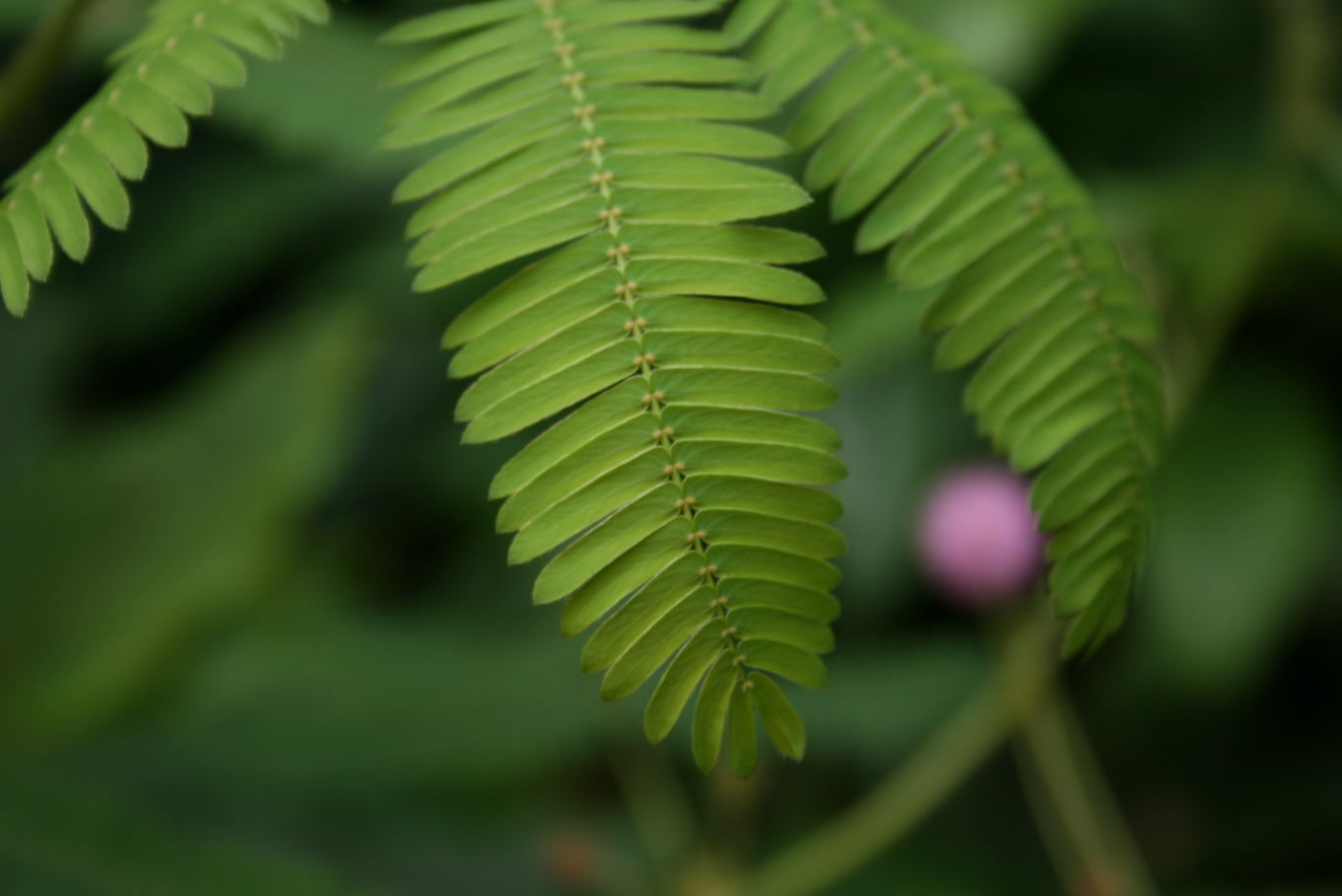
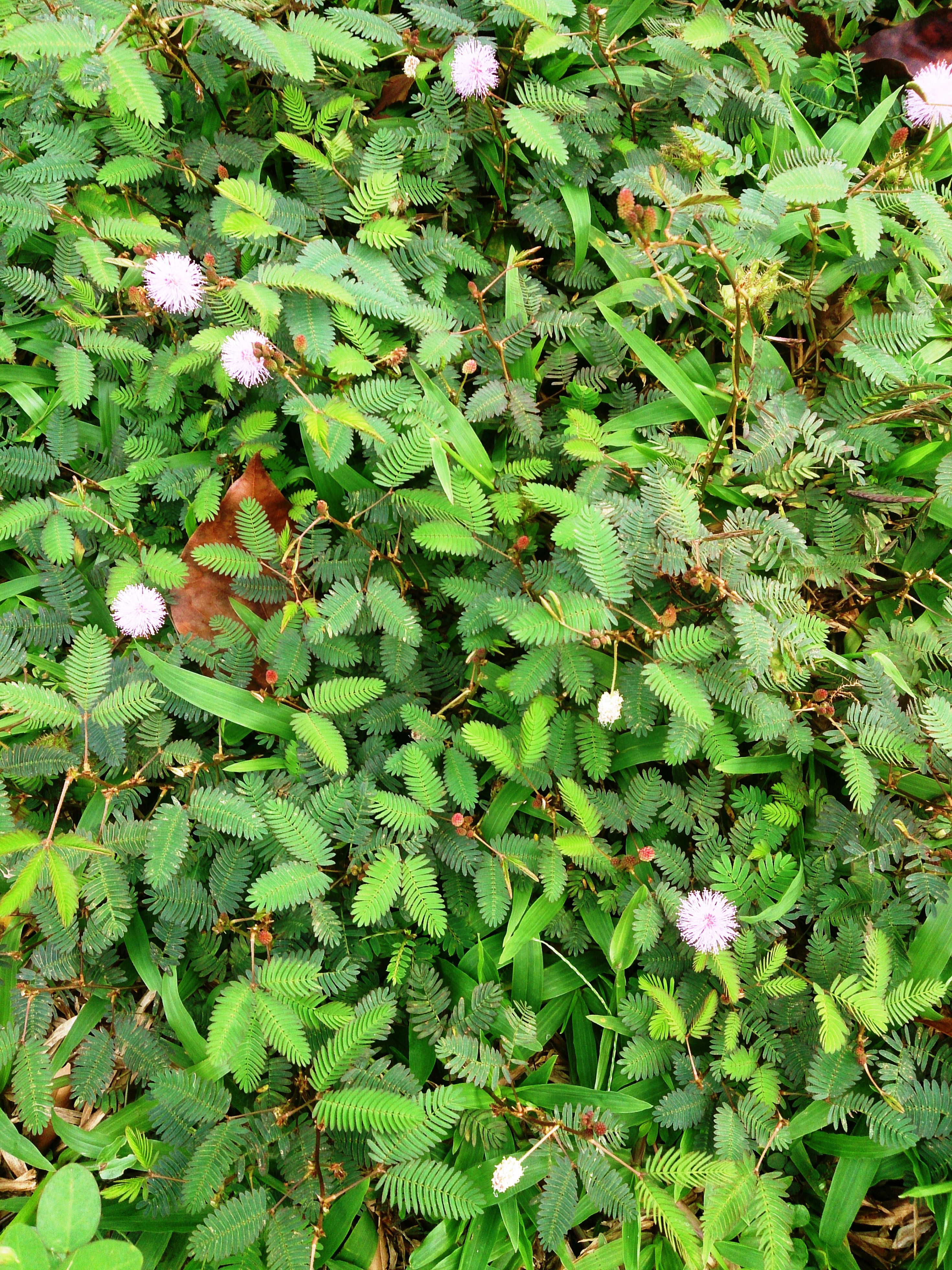